# Stäbleinsee
Stäbleinsee är en sjö i Antarktis. Den ligger i Västantarktis. Argentina, Chile och Storbritannien gör anspråk på området. Stäbleinsee ligger 97 meter över havet.